# Município de Jackson (condado de Allen, Ohio)
O município de Jackson (em inglês: Jackson Township) é um município localizado no condado de Allen no estado estadounidense de Ohio. No ano de 2010 tinha uma população de 3.056 habitantes e uma densidade populacional de 32,75 pessoas por km².

## Geografia
O município de Jackson encontra-se localizado nas coordenadas 40° 46′ 52″ N, 83° 55′ 14″ O. Segundo a Departamento do Censo dos Estados Unidos, o município tem uma superfície total de 93.31 km², da qual 92,51 km² correspondem a terra firme e (0,86 %) 0,81 km² é água.

## Demografia
Segundo o censo de 2010, tinha 3.056 habitantes residindo no município de Jackson. A densidade populacional era de 32,75 hab./km². Dos 3.056 habitantes, o município de Jackson estava composto pelo 98,27 % brancos, o 0,59 % eram afroamericanos, o 0,13 % eram amerindios, o 0,26 % eram asiáticos, o 0,23 % eram de outras raças e o 0,52 % eram de uma mistura de raças. Do total da população o 1,31 % eram hispanos ou latinos de qualquer raça.